# Neumann, zweimal klingeln
Neumann, zweimal klingeln war eine legendäre Familien-Hörspielserie im Rundfunk der DDR.

## Inhaltliche Ausrichtung
Diese Serie des DDR-Hörfunks war die Antwort auf Die Hesselbachs und ähnliche Familienserien in der Bundesrepublik. Die „Neumanns“ brachten es in ihrer Laufzeit vom 3. Februar 1968 bis 12. Januar 1983 auf Radio DDR I zu insgesamt 678 Folgen und waren eine der beliebtesten Hörspielserien des DDR-Rundfunks, wobei zur Summe der Folgen bzw. ihrer Ausstrahlungen unterschiedliche Angaben überliefert sind. Die erste Folge – aus der Feder von Joachim Witte – lief unter dem Titel Der Umzug und die letzte Folge (von Sybill Mehnert) unter Wie ein Vogel im Wind.
Bei den Neumanns – Vater Hans (Maschinenschlosser), Mutter Marianne (Lehrerin), Tochter Brigitte und Sohn Jan – kam alles vor, was auch im realsozialistischen Alltag von Bedeutung war: die Mitgliedschaft in der FDJ, Ärger mit der Brigade, NVA-Wehrdienst, der Kampf beim Einkaufen oder einfach Eheprobleme. Die Kritik an den Zeitumständen war versteckt, wenn z. B. der Besuch aus dem Westen ausgeladen werden musste, weil sich Gäste aus Ungarn angesagt hatten. Spießig und kleinbürgerlich wie ihr westliches Gegenstück war auch die „sozialistische Modellfamilie“.
In der Frühphase der 14 Jahre währenden Serie traf sich das gesamte Team der Neumanns jeweils am Sonnabendmorgen im Hörspielstudio des Funkhauses Nalepastraße zur Produktion, und noch am selben Abend wurde die frisch aufgenommene Folge um 20 Uhr auf Radio DDR I ausgestrahlt.

## Produktionsstab
Autoren: Sabine Fischer, Gerhard Jäckel, Arne Leonhardt, Hansgeorg Meyer, Ulrich Waldner, Brigitte Tenzler, Joachim Witte, Wilhelm Hampel, Horst Ulrich Wendler, Sybill Mehnert, Gisela Richter-Rostalski u. a. (insgesamt etwa 20 Autoren)
Dramaturgie: Horst Buerschaper, Werner Jahn, Barbara Winkler, Gabriele Göhler, Dorothea Sponholz
Darsteller: Herbert Köfer (Hans Neumann), Marianne Wünscher (Marianne Neumann, 1968), Evamaria Bath (Marianne Neumann, 1968–1972)  Brigitte Krause (Marianne Neumann, 1972–1983), Helga Piur (Brigitte Neumann), Mario Müller (Jan Neumann), Walter Lendrich, Helga Göring, Jürgen Kluckert, Ingeborg Krabbe, Michael Narloch, Karl Brenk, Jürgen Zartmann, Heinz Behrens u. a.
Musik: Siegfried Schäfer; Regie: Joachim Gürtner

## Nachfolge-Serien
Nach einer Periode mit mehreren Staffeln von kürzeren Unterhaltungs-Hörspiel-Serien wie z. B. Gemeindeschwester Erika von Linda Teßmer (1982), begann am 14. Januar 1984 mit Waldstraße Nr. 7 schließlich erneut eine Langzeit-Reihe, die bis 1989 in 240 Folgen auf dem angestammten Sendeplatz jeweils sonnabends 20 Uhr auf Radio DDR I zu Ausstrahlung kam. Zum Stammpersonal dieser Reihe gehörten Schauspieler wie Barbara Dittus und Roland Hemmo. Die Manuskripte stammten von einem Team verschiedener freier Autoren.

## Fernseh-Adaption
Unter dem Titel Familie Neumann (Fortsetzung Neumanns Geschichten) produzierte das Fernsehens der DDR eine auf der Hörspielserie Neumann, zweimal klingeln basierende Fernsehserie (Szenarium und Regie: Wolfgang Luderer / 2. Staffel: Hans Joachim Hildebrandt), die in insgesamt 31 Folgen von 1984 bis 1986 ausgestrahlt wurde. Seit 2013 existiert auch eine Gesamt-Edition auf DVD zu beiden Staffeln.

## Tonträger
- Neumann 2 × klingeln – DDR-Radio-Archiv, 10 ausgewählte Hörspiel-Folgen in 5er CD-Box, 277 Min./ 29 Min. Bonus, Icestorm Entertainment GmbH 2015